# Адопо, Мишель
Мишель Ндари Адопо (фр. Michel Ndary Adopo; род. 19 июля 2000, Вильнёв-Сен-Жорж) — французский футболист ивуарийского происхождения, полузащитник клуба «Кальяри».

## Клубная карьера
Адопо — воспитанник клубов «Бусси Сен-Джордж», «Торси» и итальянского «Торино». 5 января 2020 года в матче против «Ромы» он дебютировал в итальянской Серии A в составе последнего. В начале 2021 года Адопо на правах аренды перешёл в «Витербезе». 3 февраля в матче против «Турриса» он дебютировал в итальянской Серии C. 27 февраля в поединке против «Палермо» Мишель забил свой первый гол за «Витербезе». По окончании аренды игрок вернулся в «Торино». 11 января 2023 года в поединке Кубка Италии против «Милана» Мишель забил свой первый гол за клуб.
Летом 2023 года Адопо перешёл в «Аталанту». 20 августа в матче против «Сассуоло» он дебютировал за новую команду. В 2024 году игрок стал победителем Лиги Европы.
Летом 2024 года Адопо был арендован «Кальяри». 18 августа в матче против «Ромы» он дебютировал за новую команду.

## Достижения
Клубные
 «Аталанта»
- Победитель Лиги Европы — 2023/2024